# 881-й артиллерийский полк
881-й артиллерийский Краснознамённый полк, также имел называние 881-й корпусной артиллерийский полк Артиллерии резерва Главного командования — воинская часть Вооружённых Сил СССР в Великой Отечественной войне.
Сокращённое наименование — 881 ап РГК, 881 кап РГК.

## История формирования
Полк начал своё формирование 25 апреля 1941 года в городе Кинешма Ивановской области Московского военного округа как 718-й гаубичный артиллерийский полк. Формировал полк командир полка майор Колесов. 2 мая 1941 года майор Колесов с группой начальствующего состава выехал в Гороховецкие лагеря для формирования полка. В период с 7 мая по 5 июня прибыл личный состав для формирования двух дивизионов на конной тяге и одного на механизированной тяге. 25 июня полк выехал в город Иваново для отмобилизования в составе 235-й стрелковой дивизии. Штаб полка располагался в здании средней школы № 37 по улице Большая Железнодорожная, д. 48. 29 июня 235-я дивизия выбыла из города Иваново в состав действующей армии, 7-я батарея 3-го дивизиона 718-го полка ушла вместе с ней. 13 июля 1941 года, распоряжением Московского военного округа № 11595, полк был переформирован в 837-й лёгкий артиллерийский полк. 18 июля полк, без конского состава, был переведён в лагерь Кузьминки на окраине Москвы. В этот же день, распоряжением штаба МВО № 11876 полк был реорганизован в 881-й корпусной артиллерийский полк. На вооружение полка поступили 152-миллиметровые гаубицы образца 1938 года. Тягу полка составляли тракторы ЧТЗ-65. 29 августа 1941 года полк был передислоцирован в Алабинский военный лагерь.

## Участие в боевых действиях
Период вхождения в действующую армию: 6 сентября 1941 года по 24 января 1942 года.
3 сентября 1941 года начал погрузку в эшелоны, 7 сентября 1941 года разгрузился неподалёку от Киришей, где занял позиции в порядках 292-й стрелковой дивизии и вступил в боевые действия, в частности нанося удары по посёлку и железнодорожной станции Ирса. Уже в ночь на 9 сентября 1941 года снят с позиций, и совершив марш, занял новые позиции у Гонтовой Липки, Гайтолово на подступах к Синявино. По прибытии приступил к поддержке 3-й гвардейской стрелковой дивизии в наступлении на Синявино, и вплоть до 26 октября 1941 года действует вместе с дивизией. С 26 октября 1941 года, без одного дивизиона начал марш к Тихвину. 3-й дивизион полка остался поддерживать 128-ю стрелковую дивизию, с 15 ноября 1941 года передислоцировался в Бабаново в распоряжение 285-й стрелковой дивизии, а затем вошёл в состав отдельного артиллерийского полка армейских курсов усовершенствования командного состава 54-й армии.
Полк совершив 400-километровый марш, сосредоточился восточнее Тихвина, где составил армейскую группу артиллерии дальнего действия.
В ходе советского наступления (Тихвинская наступательная операция), поддерживает 29 ноября 1941 года 65-ю стрелковую дивизию, штурмующую Тихвин. Одним дивизионом поддерживает 191-ю стрелковую дивизию, наступающую на северную окраину Заболотья и Фишевой Горы. С 30 ноября 1941 года начал переброску севернее Тихвина, для поддержки в наступлении Северной группы войск, созданной в 4-й армии. С 4 декабря 1941 года обоими дивизионами поддерживает наступающие на Тихвин советские войска, подавил артиллерийскую батарею противника в районе Стретилово и уничтожил зенитное орудие в районе монастыря в Тихвине. В течение декабря 1941 года продолжал наступать, поддерживая войска армии, к концу года выйдя к Киришам.
Приказом Народного комиссара обороны СССР № 18 от 24 января 1942 года, за проявленную отвагу в боях за отечество с немецкими захватчиками, за стойкость, мужество, дисциплину и организованность, за героизм личного состава, 881-й артиллерийский полк преобразован в 8-й гвардейский пушечный артиллерийский полк.

## Подчинение
| Подчинение      | Подчинение               | Подчинение          | Подчинение | Подчинение | Подчинение |
| Дата            | Фронт (военный округ)    | Армия               | Корпус     | Дивизия    | Примечания |
| --------------- | ------------------------ | ------------------- | ---------- | ---------- | ---------- |
| 01.09.1941 года | Московский военный округ | -                   | -          | -          | -          |
| 01.10.1941 года | Ленинградский фронт      | 54-я армия          | -          | -          | -          |
| 01.11.1941 года | Ленинградский фронт      | 54-я армия          | -          | -          | -          |
| 01.12.1941 года | -                        | 4-я отдельная армия | -          | -          | -          |
| 01.01.1942 года | Волховский фронт         | 4-я армия           | -          | -          | -          |

## Командный и начальствующий состав

### Командир полка
- Колесов Александр Алексеевич[7] (18.07.1941 — 24.01.1942), майор, подполковник

### Военный комиссар полка
- Гильман Яков Моисеевич (18.07.1941 — 24.01.1942), старший политрук, батальонный комиссар

### Начальник штаба полка
- Сурьянинов Василий Петрович (18.07.1941 — 24.01.1942), капитан

## Награды и наименования
| Награда (наименование) | Дата награждения                                                         | За что получена |
| ---------------------- | ------------------------------------------------------------------------ | --- |
| Орден Красного Знамени | награждён указом Президиума Верховного Совета СССР от 1 января 1942 года | за образцовое выполнение боевых заданий командования на фронте борьбы с немецкими захватчиками и проявленные при этом доблесть и мужество |